# 文姜
文姜（ぶんきょう、生年不詳 - 紀元前673年）は、魯の桓公の夫人。

## 概要
斉の釐公の娘として生まれた。兄の襄公と近親相姦の関係にあり、そのことが夫の桓公に伝わり、非難を受けるとそのことを襄公に告げた。襄公は桓公を持て成すふりをして酒に酔わせ、部下の公子彭生に命じて肋骨を折って殺した。
大国の当主の娘であり妹という境遇もあってのことであろうが、かなり活発で行動的な女性だったといわれ、夫や兄が死んでからも度々国外に出、諸国間の会盟に立ち会ったり、軍を閲兵するなどの行動もした。